# 成瀬之成
成瀬 之成（なるせ ゆきなり）は、江戸時代初期の大名。下総栗原藩の第2代藩主。

## 生涯
慶長元年（1596年）、成瀬正成の次男として駿府で生まれる。慶長16年（1611年）に徳川家康に初謁。同年から徳川秀忠に小姓として仕え、武蔵国幡羅郡において1000石を与えられた。大坂の陣にも出陣し、首1つを挙げる武功を挙げた。慶長20年（1615年）閏6月21日、秀忠の参内に随行し、従五位下・伊豆守に叙任。
元和2年（1616年）ないしは3年（1617年）、父が尾張藩の附家老として犬山藩に移った際、父の下総国栗原藩領から1万4000石を分与され、従来よりの1000石の知行と合わせて、之成は1万5000石を領する栗原藩主となる（分知の時期については栗原藩参照）。元和8年（1622年）、根来足軽100人を預けられる。元和9年（1623年）7月の秀忠の上洛に随行。同年、近江国において1000石を加増されて1万6000石となった。また、与力として20騎を預けられた。
寛永3年（1626年）より徳川家光に仕える。寛永11年（1634年）、家光の上洛に随行したが、9月に病に倒れた。家光は土井利勝を派遣して病気を見舞わせている。同年10月28日死去、享年39。長男の内記は早世しており、この年生まれたばかりの次男・之虎が跡を継いだ。
墓所は千葉県船橋市の宝成寺。之成の墓所には、之成死去の際に殉死した家臣3人（平井宇平次・青木左源太・藤井仁左衛門）も葬られている。殉死者を副葬した大名の墓は珍しい。

## 備考
- 万治2年（1659年）、宗家の成瀬正虎（之成の兄）は之成の菩提を弔うため、名古屋において寺を建立した。この寺は延宝4年（1676年）に乾徳寺と改めた[7] 。